# 彼得曼 (休斯敦縣)
彼得曼（英語：Peterman）是一個位於美國阿拉巴馬州休斯敦縣的非建制地區。該地的面積和人口皆未知。

## 地理
彼得曼的座標為31°12′00″N 85°28′45″W / 31.20000°N 85.47916°W，而該地的平均海拔高度為94米（即308英尺）。